# Reinhard Kirste

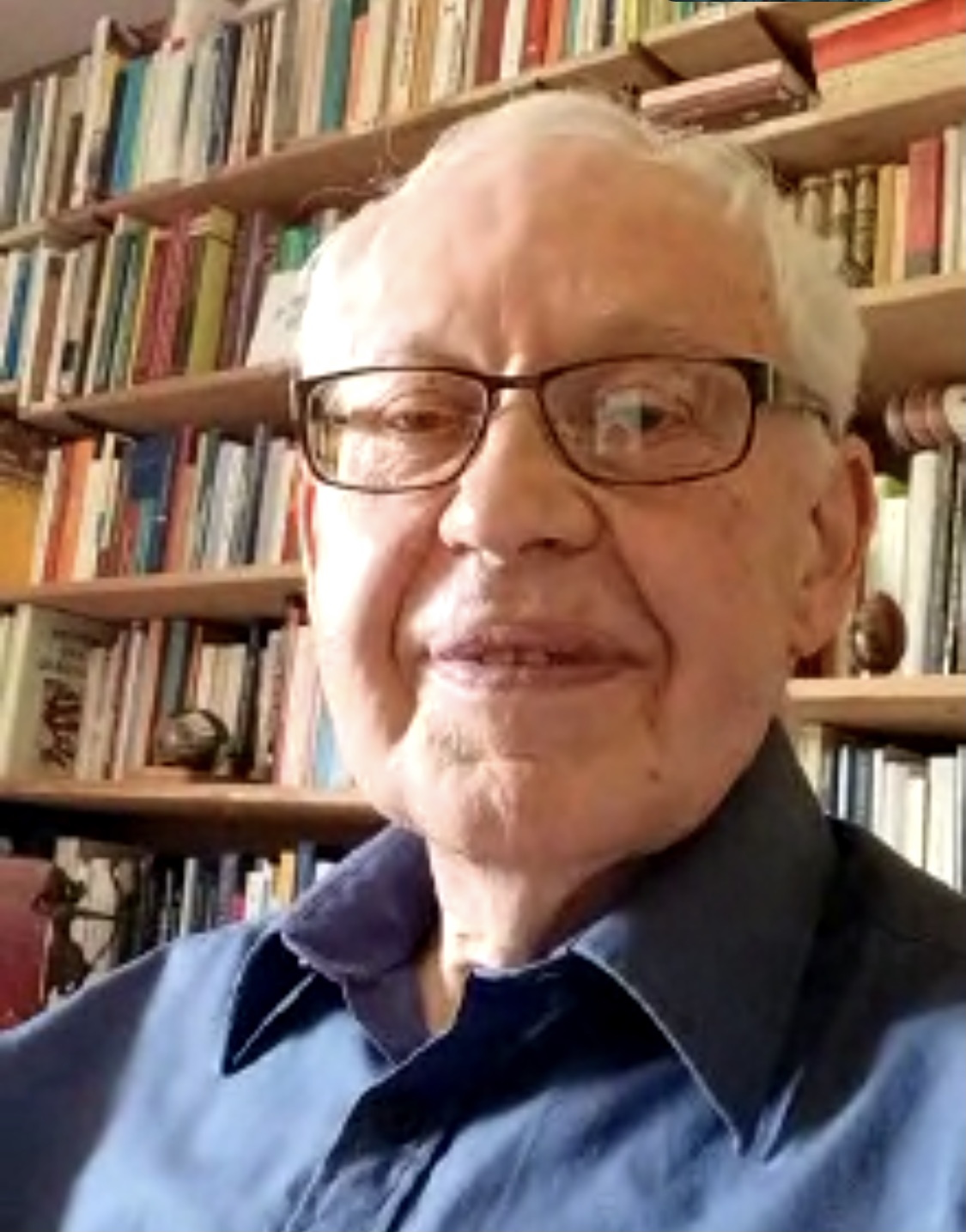
Reinhard Kirste, Porträt

Reinhard Kirste (* 29. März 1942 in Berlin) ist ein deutscher evangelischer Theologe, Religionspädagoge und Religionswissenschaftler, der als Autor zu Themen religionspluralistischer Theologie und des interreligiösen Dialogs hervorgetreten ist.

## Leben und Arbeit
Kirste studierte von 1961 bis 1966 evangelische Theologie und Religionspädagogik an den Universitäten in Berlin, Tübingen und Göttingen. Er promovierte bei Helmut Gollwitzer in Berlin zum Doktor der Theologie. Von 1966 bis 1970 arbeitete Kirste als Vikar und Pfarrer in Berlin an der Kaiser-Wilhelm-Gedächtnis-Kirche, in der Königin-Luise-Gemeinde Schöneberg, für die Genezareth-Gemeinde in Neukölln sowie die Martha-Gemeinde Kreuzberg. Von 1970 bis 1975 war Kirste Gemeindepfarrer in Hildesheim-Marienrode. Die Pfarrkirche ist die ehemalige Wallfahrtskapelle St. Cosmas und Damian im ehemaligen Zisterzienserkloster Marienrode. Das führte dazu, dass Kirste sich ausführlich mit der Geschichte dieses Klosters beschäftigte und seitdem den kulturellen und spirituellen Spuren des Zisterzienser-Ordens in Europa nachgeht.
Dort nahm er auch einen Lehrauftrag an der Pädagogischen Hochschule Hildesheim, der heutigen Stiftung Universität Hildesheim. Von 1975 bis 2005 war Reinhard Kirste als Schulreferent für die Lehrerfortbildung in Evangelischer Religionslehre in den Kirchenkreisen Iserlohn und Lüdenscheid-Plettenberg in der Evangelischen Kirche von Westfalen tätig. Er nahm auch Lehraufträge für die Technische Universität Dortmund sowie die Ruhr-Universität Bochum wahr.
Während seiner Gemeindetätigkeit unterrichtete Kirste bereits nebenamtlich an zwei Schulen Hildesheims und entwickelte mit dem Kirchenkreis und in Verbindung mit dem Religionspädagogischen Institut Loccum Modelle für die Konfirmandenpraxis. Auch nahm er einen Lehrauftrag an der Pädagogischen Hochschule Hildesheim wahr, der heutigen Stiftung Universität Hildesheim.
Von November 1975 bis Februar 2005 war Reinhard Kirste als Schulreferent für die Lehrerfortbildung in Evangelischer Religionslehre in den Kirchenkreisen Iserlohn und Lüdenscheid-Plettenberg innerhalb der Evangelischen Kirche von Westfalen tätig. Dazu gehörte auch, in beschränktem Rahmen Evangelische Religionslehre an verschiedenen Schulen zu erteilen, so in den Gymnasien von Iserlohn und Menden. Zugleich organisierte er regelmäßig Schulgottesdienste; für die älteren Schülerinnen und Schüler zum Teil auch mit Abendmahl, sogenannte Frühstücksgottesdienste. Außerdem gab es sogenannte Pausengebete zu Meditation, Besinnung und Singen, gewissermaßen eine spirituelle Oase im Schulalltag.
Im Zusammenhang mit der Erwachsenenbildung hielt Kirste Vorträge, organisierte Tagungen und Seminare mit, unter anderem an der Volkshochschule Iserlohn und der Evangelischen Akademie Iserlohn. Weiterhin arbeitete er an theologischen Seminaren der Universität Dortmund mit, unter anderem bei Hans Grewel, Walter Hartmann, Johann-Friedrich Konrad und Paul Schwarzenau. Im Wintersemester 1983/84 ergab sich ein Seminar zum Thema der Beziehung von Meditation und Religionsunterricht an der Evangelisch-theologischen Fakultät der Ruhr-Universität Bochum.
Nach seiner Emeritierung als Schulreferent hatte Reinhard Kirste an der Fakultät für Humanwissenschaften und Theologie der Technischen Universität Dortmund einen ständigen Lehrauftrag für Evangelische Theologie mit dem Schwerpunkt interreligiöses Lernen, und zwar vom Sommersemester 2005 bis zum Wintersemester 2018/19. Eine Besonderheit dieser Seminare waren sogenannte Meditative Campusgänge, Spaziergänge auf dem Campus der Technischen Universität Dortmund.
Der Theologe gehörte zu den Mitbegründern der Christlich-Islamischen Gesellschaft (CIG e.V.) im Jahr 1982. Zusammen mit Paul Schwarzenau und Udo Tworuschka gründete er 1989 die Interreligiöse Arbeitsstelle (INTR°A) e.V. in Nachrodt-Wiblingwerde/Westfalen, deren stellvertretender Vorsitzender und Koordinator er bis 2018 war.
Durch Kontakte zur kirchlichen Flüchtlingsarbeit entstand 1991 der West-östliche Divan Iserlohn - Baustelle Kulturbrücke, ein interreligiöser Begegnungskreis mit Vorbereitenden und Teilnehmenden aus verschiedenen Kulturen und Religionen. Die 142 Treffen zwischen 1991 und 2018 beinhalteten Lesungen, Besinnung und Meditation sowie aktuelle Diskussionen, Gesang und Musik, verbunden mit einer Teepause zum informellen Gespräch.
Reinhard Kirste ist seit 1970 mit Karin Kirste verheiratet. Um andere Kulturen und religiöse Traditionen besser zu verstehen, unternahmen sie gemeinsam viele Reisen, nicht nur in Europa mit Schwerpunkt Frankreich, sondern auch nach Nordafrika, in die Türkei und in den Nahen Osten, sowie nach Indien, Nepal, Sri Lanka, Indonesien, Mauritius und Réunion, Malaysia, China und Australien. Ebenso gehörten Aufenthalte in den USA (mit Hawaii), Mittelamerika und Südamerika dazu.
Durch diese Erfahrungen und die interreligiösen Begegnungen vor Ort sowie theologische und pädagogische Arbeiten zum religiösen Pluralismus motiviert, gründete er zusammen mit seiner Gattin im Jahr 2003 die Stiftung Omnis Religio, deren Vorsitzender er seitdem ist. Die Zielsetzung geht dahin, Projekte interkultureller und interreligiöser Toleranz auch finanziell zu unterstützen. Seit 2005 wird jährlich der Förderpreis der Stiftung an ein entsprechend ausgewähltes Projekt im In- oder Ausland vergeben. Zur Stiftung gehört auch die InterReligiöse Bibliothek (IRB), die aus der privaten Bibliothek von Karin und Reinhard Kirste erwachsen ist und bei der neben einem Print-Bestand mit den Schwerpunkten der Religionen-Begegnung seit längerem die digitalen Zugänge ständig erweitert werden.
Seit 2007 gehört Reinhard Kirste auch zu den Bloggern. Sein umfassendes Blog-Portal ist interreligiös ausgerichtet und bietet Zugänge zu interkulturellen und interreligiösen Begegnungen mit Materialien, Literaturhinweisen sowie Dokumenten aus Geschichte und Gegenwart.

## Schriften (Auswahl)

### Eigene Bücher
- Interreligiöse Zeit-Gedanken. Impressionen und Berichte. Saarbrücken: Bloggingbooks 2014, ISBN 978-3-8417-7307-4, ISBN 3-8417-7307-9, EAN 97883841773074
- Die Bibel interreligiös gelesen. (= IKB Band 7), Verlag Traugott Bautz Nordhausen 2005, ISBN 3-88309-213-4
- De tolerante Bijbel. Introductie Ari van Buuren. Nederlandse vertaling: Henk Fonteyn. Kampen NL 2009 (Niederländische Ausgabe von Die Bibel Interreligiöses gelesen. 2006), ISBN 978-90-435-1678-5
- Andeutungen. Mit Zeichnungen von Karin Kirste. Iserlohn 1981, o. S. (48 S.), Abb. ISBN 3-922885-02-0
- Unterwegs zum Leben. Gottesdienste mit Schülern der Sekundarstufe I und II. Reihe: Dienst am Wort, Band 36. Göttingen 1979, ISBN 3-525-59087-3
- Das Zeugnis des Geistes und das Zeugnis der Schrift. Das testimonium spiritus sancti internum als hermeneutisch-polemischer Zentralbegriff bei Johann Gerhard in der Auseinandersetzung mit Robert Bellarmins Schriftverständnis. Göttingen 1976, ISBN 3-525-87355-7
- Wegmarken zur Transzendenz. Interreligiöse Aspekte des Pilgerns. Balve 2004, ISBN 978-3-89053-097-0
- Neue Herausforderungen für den interreligiösen Dialog. Balve 2002, ISBN 978-3-89053-088-8
- Die 7 Todsünden. Mittelalterlicher Lebensstil und aktuelle Wertediskussion. Nachrodt 2001
- Die Feste der Religionen. Gütersloh 1995. ISBN 978-3-579-00771-7

### Herausgeber
- John Hick: Gott und seine vielen Namen. Im Auftrag der Interreligiösen Arbeitsstelle (INTR°A). Aus dem Englischen von Ilke Ettemeyer und Perry Schmidt-Leukel. Frankfurt/M. 2001, 2. Auflage 2002, ISBN 3-87476-368-4 - Als PDF-Ausgabe aktualisiert und neu herausgegeben. Nachrodt 2012 (Open Access)
- Mikel de Epalza: Jesus zwischen Juden, Christen und Muslimen in Spanien vom 6.-17. Jahrhundert. Im Auftrag der Interreligiösen Arbeitsstelle (INTR°A). Aus dem Spanischen (Kastilischen) von Jürgen Kuhlmann unter Mitarbeit von Ilke Ettemeyer. Frankfurt/M. 2002, ISBN 3-87476-393-5 - Als PDF-Ausgabe aktualisiert und neu herausgegeben. Nachrodt: 2012 (Open Access)